# Polysyntetiska språk
De polysyntetiska språken är en undertyp av de syntetiska språken, det vill säga språk där enskilda ord ändrar form för att kunna användas i olika grammatiska sammanhang. I polysyntetiska språk bakas ett stort antal separata morfem samman till ett enda långt ord.  Detta till skillnad från andra syntetiska språktyper: agglutinerande språk där en mängd affix fogas till en ordstam, och flekterande språk (som svenska) där en mängd relaterade ordformer (paradigm) används för att uttrycka grammatiska roller, men där varje given form representerar ett helt komplex av grammatiska särdrag (som numerus, genus och så vidare).  Många indianspråk och papuanska språk är polysyntetiska.
Några exempel på polysyntetiska språk:
- Ainu
- Cherokesiska
- Grönländska
- Inuktitut
- Mohawk
- Sora
- Tjuktjiska
- Yupik